# پروشووکا
پروشووکا (به لهستانی:  Proszówka) یک روستا در لهستان است که در گمینا گرفوف شلانسکی واقع شده‌است.